# Hans Schmitt-Rost
Hans Schmitt-Rost, geb. Franz Karl Johannes Schmitt, Pseudonym Fritz Franz Florian, (* 9. Februar 1901 in Essen; † 2. März 1978 in Köln) war ein deutscher Publizist, Autor und Kölner Verwaltungsbeamter. Von 1945 bis 1957 war er Leiter des Nachrichtenamtes in Köln. Hans Schmitt-Rost war mit der Kölner Mundartdichterin Lis Böhle verheiratet.

## Leben
Hans Schmitt-Rost wurde 1901 als Sohn eines Essener Postbeamten geboren. Die Familie zog 1906 nach der Versetzung des Vaters nach Köln-Nippes. Nach dem Schulbesuch begann er zunächst mit einem Medizinstudium. Bereits kurze Zeit später wechselte er das Studienfach und setzte sein Studium mit den Fächern Volkswirtschaftslehre, Soziologie und Kunstgeschichte fort. Er schloss 1924 die universitäre Ausbildung mit der Promotion zum Dr. rer. pol. ab. Ein Jahr später heiratete er seine Jugendfreundin, die Mundartdichterin Lis Böhle (1901–1990). Im selben Jahr wurde ihre Tochter Sonja (1925–1990) geboren. Bis 1932 arbeitete er in leitender Position in einem Kölner Bauunternehmen. In den 1920er Jahren knüpfte er zahlreiche Kontakte zu den Kölner avantgardistischen Künstlern der Kölner Progressiven, wie Heinrich Hoerle, Ludwig Gies und Franz Wilhelm Seiwert. Er begann Ende der 1920er Jahre als freier Mitarbeiter bei Zeitungen journalistisch zu arbeiten.
Nachdem die Nationalsozialisten ihm 1933 aufgrund seiner kritischen Einstellung Schreibverbot erteilt und ihm untersagt hatten, weiter zu publizieren, musste hauptsächlich seine Frau Gedichte und Verzällcher teilweise unter dem Pseudonym Köbeschen veröffentlichen, um den Lebensunterhalt der Familie zu sichern. Seit 1935 arbeitete er gelegentlich als Autor für Kölsche Texte beim Kölner Stadt-Anzeiger bzw. bei der Kölnischen Zeitung. Seitdem Köln verstärkt den Bombenangriffen ausgesetzt war, verbrachte die Familie die letzten drei Kriegsjahre in Oberstdorf. Hier verfasste er 1945 das Manuskript Neuaufbau der Stadt Köln, in dem Schmitt-Rost seine Gedanken über den Wiederaufbau der zerstörten Stadt niederlegte.
Nach dem Krieg kehrte das Ehepaar nach Köln zurück. Hans Schmitt-Rost wurde zum Leiter des Kölner Nachrichtenamtes ernannt. Das Ehepaar wohnte nach dem Krieg in der Kölner Innenstadt. Schmitt-Rost setzte sich maßgeblich dafür ein, die Reputation der Stadt Köln nach dem Krieg wiederherzustellen. Eine Maßnahme dazu war die Wiedereröffnung der vor dem Krieg geachteten Kölner Werkschulen. Er bemühte sich dazu um die Unterstützung bekannter Kölner Künstler, Kunsthistoriker und Architekten wie Ludwig Gies, August Hoff und Dominikus Böhm. Er war auch Mitherausgeber der Zeitschrift Werk und Zeit des Deutschen Werkbundes. Für das Jahr 1948 bereitete er das Kölner Domjubiläum vor. In der Folgezeit verfasste er zahlreiche Publikationen zur Stadtgeschichte, Architektur, Städtebau und Kunst, einige Texte in kölscher Sprache sowie Porträts von befreundeten Künstlern und Kunstsammlern, wie Heinrich Hoerle, Franz Wilhelm Seiwert und Josef Haubrich. Er publizierte gemeinsam mit bekannten Kölner Fotografen, wie Chargesheimer, August Sander und Walter Dick Bildbände der Stadt Köln in der Zeit des Wiederaufbaus.

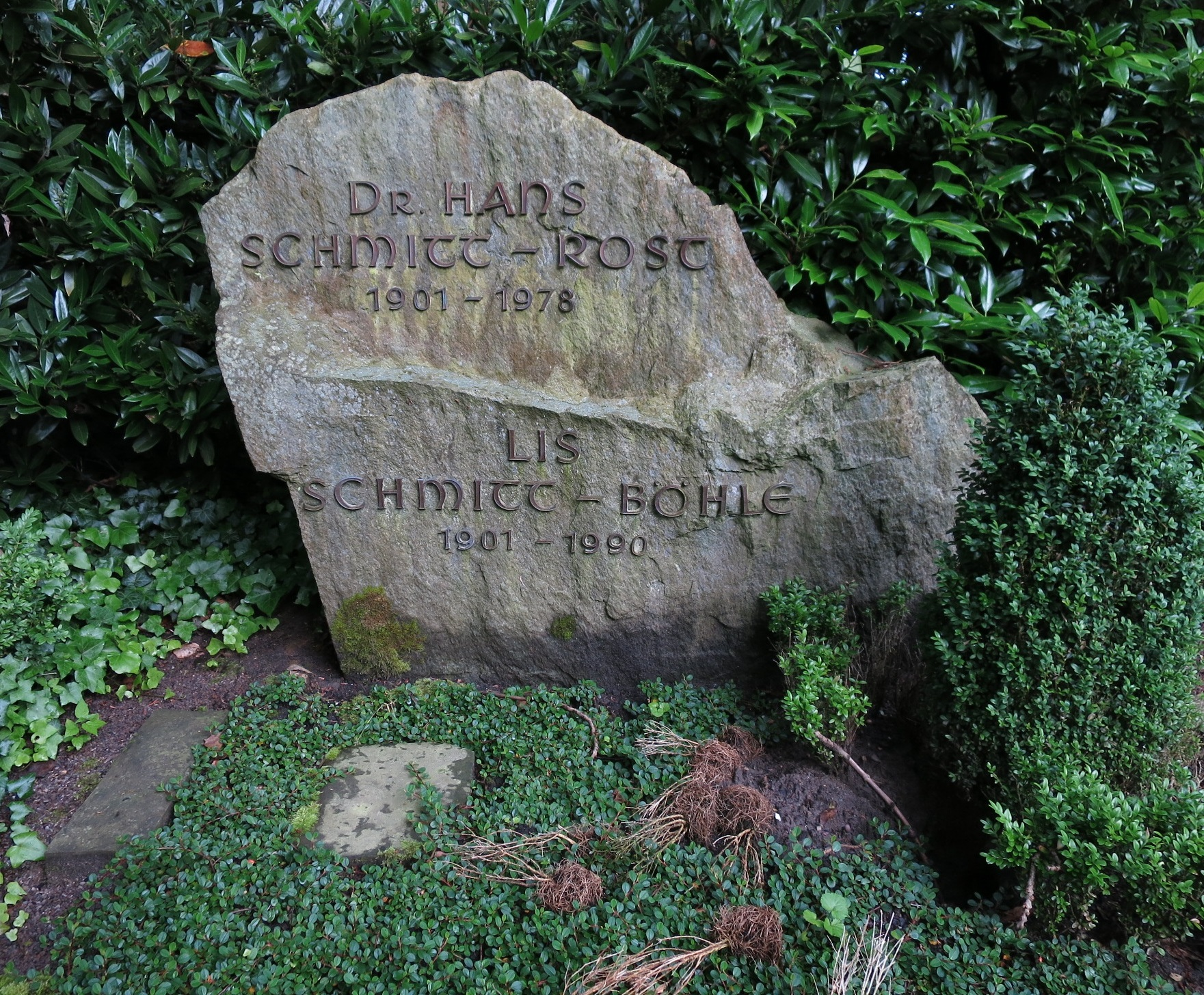
Familiengrab auf dem Kölner Friedhof Melaten

Schmitt-Rost starb 1978 im Alter von 77 Jahren in seiner Kölner Wohnung. Er wurde unter großer Anteilnahme auf dem Kölner Friedhof Melaten (Lit J, zwischen Lit B und Lit C) beigesetzt.

## Ehrung
Am 10. März 2014 wurde im Kölner Stadtrat beschlossen, die Grabstätte des Ehepaares in die Liste der Gräber für verdienstvolle Bürgerinnen und Bürger der Stadt Köln aufzunehmen.

## Werke (Auswahl)
- Neuaufbau der Stadt Köln, 1946
- Köln und sein Dom. Festschrift zum Domjubiläum, 1948, als Bearbeiter
- Am Museum : Geschrieben nach der grossen  Zerstörung Kölns im Jahr 1943, 1949
- Altkölnisches Bilderbuch, 1950
- Das neue Köln. Ein Vorentwurf 1950, 1953, als Bearbeiter
- Bilddokumente 1953, als Bearbeiter
- Köln am Rhein, du schönes Städtchen. Köln am Rhein, du schöne Stadt. Kleine Gebrauchsanweisung für eine große Stadt, 1955 (als Pseudonym Fritz Franz Florian)
- Die Amtskette des Oberbürgermeisters von Köln, 1956, als Bearbeiter
- Cologne intime, 1957, mit Fotos von Chargesheimer
- Als Fremder durch die eigene Stadt, in Merian, 13. Jg., Heft 13, Köln 1960, S. 8–15
- Das Bilderbuch von Köln, 1960, gemeinsam mit Walter Dick
- Josef Haubrich, ein Freund, 1963
- Kölsch, wie es nicht im Wörterbuch steht, 1965
- Elstergasse zu Köln, 1965
- Heinrich Hoerle, 1965
- Schmitz, der Stadtstreicher, 1970
- hoerle und seiwert. Moderne Malerei in Köln zwischen 1917 und 1933. Eine Monographie, 1952, als Herausgeber
- Fritz Hönig: Wörterbuch der kölschen Mundart, 1955, als Herausgeber eines Nachdrucks
- Zeit der Ruinen. Köln am Ende der Diktatur, 1965, als Herausgeber